# Jours-lès-Baigneux
Jours-lès-Baigneux é uma comuna francesa na região administrativa da Borgonha-Franco-Condado, no departamento de Côte-d'Or. Estende-se por uma área de 10,75 km². Em 2010 a comuna tinha 78 habitantes (densidade: 7,3 hab./km²).